# Kulere jezik
Kulere jezik (ISO 639-3: kul; akande, akandi, kande, korom boye, tof), zapadnočadski jezik afrazijske porodice, kojim govori 15 600 ljudi (1990) u nigerijskoj državi Plateau, LGA Bokkos.
Različit je od senufskog [sef] dijalekta kulere kojim govore pripadnici plemena Senufo-Kulele (poznati drvorezbari). Pobliže se klasificira podskupini ron-fyer

## Vanjske poveznice
- Ethnologue (14th)
- Ethnologue (15th)